# BOFH
BOFH (acronimo di Bastard Operator From Hell, letteralmente "l'operatore bastardo venuto dall'inferno") è un personaggio ideato da Simon Travaglia.

## Personaggio
BOFH, soprannome di Simon, è un crudele amministratore di sistema (in gergo system operator o sysop o sysadmin) che sfoga la sua rabbia sui luser (neologismo nato dall'unione di user, utente, e loser, perdente; spesso reso in italiano come utonto), i suoi colleghi, i suoi capi e in generale chiunque gli si trovi davanti.
Il mantra del BOFH, e degli amministratori di sistema in generale, è Non ex transverso, sed deorsum, cioè "non di traverso, ma all'ingiù". La frase allude a come si dovrebbe applicare una lama di rasoio a un polso per ottenere il risultato migliore: non di traverso, ma parallelamente al braccio per ottenere un dissanguamento completo. Esercitare il taglio perpendicolarmente rende invece la morte più lenta e tende a recidere alcuni tendini importanti, rendendo più difficile impugnare il rasoio. La frase è rappresentativa del fatto che l'attitudine del sistemista è di fare ogni cosa nel modo migliore.

## Storia editoriale
Le storie sul BOFH furono inizialmente pubblicate su Usenet da Travaglia, e alcune di queste vennero stampate sulla rivista di informatica statunitense Datamation. Furono poi pubblicate settimanalmente dal 1995 al 1999 sul Network Week e dal 2000 su The Register. Per un breve periodo sono state pubblicate anche sulla rivista PC Plus, oltre che essere raccolte in vari libri.
Elenco romanzi
- The Bastard Operator From Hell (Plan Nine, ISBN 1-929462-17-4)
- Bastard Operator From Hell II: Son of the Bastard (Plan Nine, ISBN 1-929462-40-9)
- Bride of the Bastard Operator From Hell (Plan Nine, ISBN 1-929462-48-4)
- Dummy Mode Is Forever (Plan Nine, ISBN 1-929462-63-8)
- Dial "B" For Bastard (Plan Nine, ISBN 1-929462-94-8)

## Influenza culturale
Per estensione il termine BOFH è usato per indicare qualsiasi sysop che mostri (più o meno volontariamente) i tratti caratteristici dell'originale. Il termine è diventato comune nel gergo di Internet. Nelle storie, il BOFH passa un certo periodo di tempo come Bastard System Manager From Hell (BSMFH), ma questo termine non ha avuto la stessa fortuna.
Nelle storie, l'assistente del BOFH è il PFY (Pimply-Faced Youth, il giovane dalla faccia brufolosa); anche questo è diventato un termine comune, usato per indicare un aiutante sistemista.

## Trama
Le storie sono ambientate in tre luoghi; le prime edizioni avevano luogo in un'università, per poi spostarsi, senza una transizione narrata esplicitamente, in un ufficio. Dal 2000 le storie cominciano con BOFH e PFY che cambiano azienda.
Quando il BOFH viene irritato dall'incompetenza degli utenti, volge la situazione a suo vantaggio per alimentare i suoi istinti deviati, usando soprattutto i seguenti trucchi:
- cancellare gli account dei luser
- cancellare i file dei luser
- sollevare le mattonelle del pavimento in modo che gli utenti (o gli ingegneri o il capo) ci cadano dentro
- fulminare i luser (usando un pungolo per bestiame sopravoltato)
- chiudere a chiave la sala macchine e facendo scattare il sistema di estinzione a gas Halon
- aprire i cassetti dei tavoli contro i loro testicoli
- ricattare
- usare sui luser i LART (Luser Attitude Readjustment Tool, Strumento di Correzione dell'Atteggiamento del luser), ovvero "qualunque cosa grande e pesante che provoca dolore"
- distruggere intere reti aziendali con l'Etherkiller, ovvero un cavo con una presa di rete Ethernet ad un capo e una spina per corrente a 220V dall'altro.

Se le prime versioni del BOFH si focalizzavano soprattutto sulle precedenti situazioni, successivamente vennero introdotti nuovi schemi e nuove trame, molte delle quali coinvolgevano, oltre che gli utenti, anche i dirigenti. Le prime storie avevano come personaggi il BOFH, il system manager e gli utenti; col passare del tempo furono introdotti il Boss, il PFY e altri personaggi.

## Comprimari
I seguenti personaggi sono presenze regolari delle serie:
- il PFY (l'assistente del BOFH), nome reale Steven
- il Boss, che cambia costantemente da una storia all'altra, dato che lasciano l'incarico o subiscono brutti "incidenti"
- il CEO, ovvero l'amministratore delegato
- il capo del settore IT
- il personale d'assistenza (Helldesk Operators, gioco di parole tra Hell, inferno e helpdesk)
- la segretaria del Boss, Sharon
- George, l'addetto alle pulizie, impagabile fonte d'informazioni